# 서해지방해양경찰청
서해지방해양경찰청(西海地方海洋警察廳, Western Regional Coast Guard Headquarters)은 대한민국 서남해역의 경찰 및 오염방제에 관한 사무를 수행하는 대한민국 해양경찰청의 소속기관이다. 서해지방해양경찰청장은 치안감(2급 상당)으로 보한다. 전라남도 목포시 남악로 162번길 25(옥암동 1390번지)에 위치하고 있다.

## 연혁
- 2006년 12월 1일 서해지방해양경찰청 개청
- 2014년 11월 19일 대한민국 국민안전처 소속으로 변경, 서해해양경비안전본부로 변경
- 2017년 7월 26일 대한민국 해양경찰청 소속으로 변경, 서해지방해양경찰청으로 변경

## 조직
| - 청문감사담당관 - 기획운영과 - 운영지원계 - 기획예산계 - 경리계 - 장비관리계 - 정책홍보반 - 해양안전통신국 | - 경비안전과 - 경비계 - 수색구조계 - 해상안전계 - 수사정보계 - 국제범죄수사대 - 훈련단 - 상황센터 | - 해양오염방제과 - 방제계 - 예방지도계 - 분석계 | - 특공대 - 행정팀 - 전술팀 - 폭발물처리팀 - 항공단 - 여수항공대 - 목포항공대 - 군산항공대 - 무안고정익항공대 |

### 소속 해양경찰서[2]
- 여수해양경찰서
- 완도해양경찰서
- 목포해양경찰서
- 군산해양경찰서
- 부안해양경찰서

### 소속 해상교통관제센터
- 여수연안해상교통관제센터
- 여수항해상교통관제센터
- 완도해상교통관제센터
- 진도연안해상교통관제센터
- 목포해상교통관제센터
- 군산항해상교통관제센터

## 같이 보기
- 대한민국 해양경찰청
- 해양환경관리공단
- 목포해양대학교
- 한국해양대학교
- 공무원, 경찰관 계급, 교도관 계급, 소방관 계급, 군인 계급